# Sezzadio
Sezzadio (Atzé in piemontese) è un comune italiano di 1 187 abitanti della provincia di Alessandria, in Piemonte. È sito nella pianura alessandrina, alla destra del fiume Bormida, sul torrente Stanavazzo. Il comune si chiamava in origine Sezzè. Il nome attuale è stato adottato nel 1916.

## Storia
Mancano fonti e la scarsità di ritrovamenti archeologici non permette di datare la nascita del borgo. Si suppone che Sezzadio abbia avuto origine tra il II ed il I secolo a.C.
Dopo la costruzione della via Aemilia Scauri, avvenuta nel 109 a.C., che correva da Piacenza ad Albenga passando per Tortona, Acqui Terme, Vado Ligure per giungere fino a Ventimiglia, necessitava una stazione di posta che dette origine al primo nucleo di case, primitive e rudimentali.
Secondo una tradizione locale, qui sarebbe nato Aleramo del Monferrato, fondatore della dinastia Aleramica, nel 1504 fu signoria di Francesco Bernardino I Visconti, (nato nel 1458), già signore di Brignano (Bergamo), di Gallarate (Varese), di San Giorgio Lomellina, di Gamalero, di Castellazzo Bormida, di Bosco di Alessandria, di Castano Primo (Milano).  

### Simboli
Lo stemma e il gonfalone sono stati concessi con decreto del presidente della Repubblica dell'11 marzo 1953.
L'emblema comunale è una variazione dello stemma del capoluogo Alessandria.
Il gonfalone è un drappo partito di bianco e di rosso.

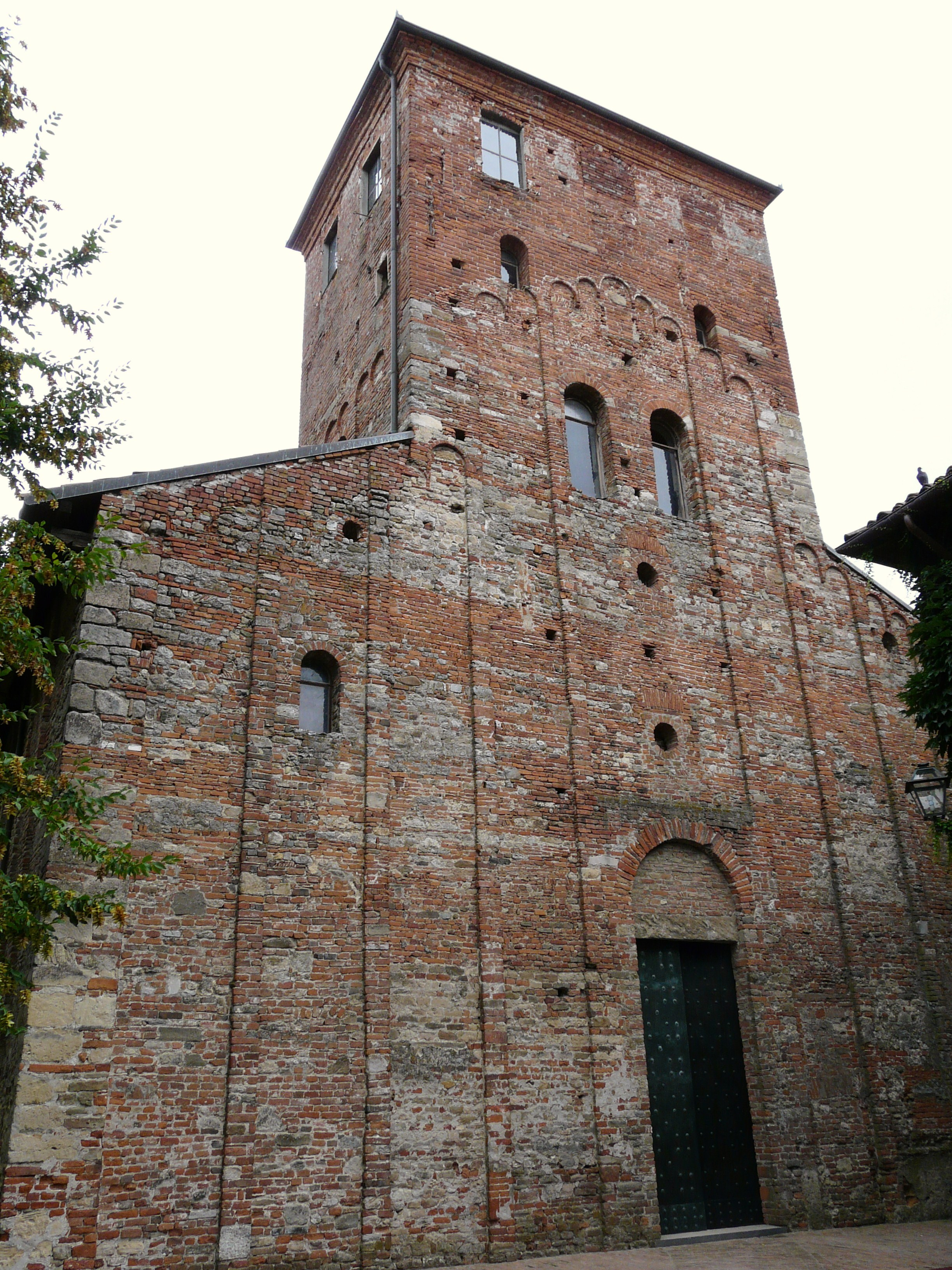
L'abbazia di Santa Giustina

## Monumenti e luoghi d'interesse

### Abbazia di Santa Giustina
L'abbazia di Santa Giustina fu fondata nel 722 per volontà del re dei Longobardi Liutprando in occasione del suo viaggio a Pavia per la traslazione del corpo di sant'Agostino. Ampliata nel 1033 dal marchese di Sezzadio, Oberto, raggiunse il massimo splendore tra il XII e XIII secolo, rimanendo in possesso dei benedettini fino al 1474.

### Chiesa di Maria Immacolata

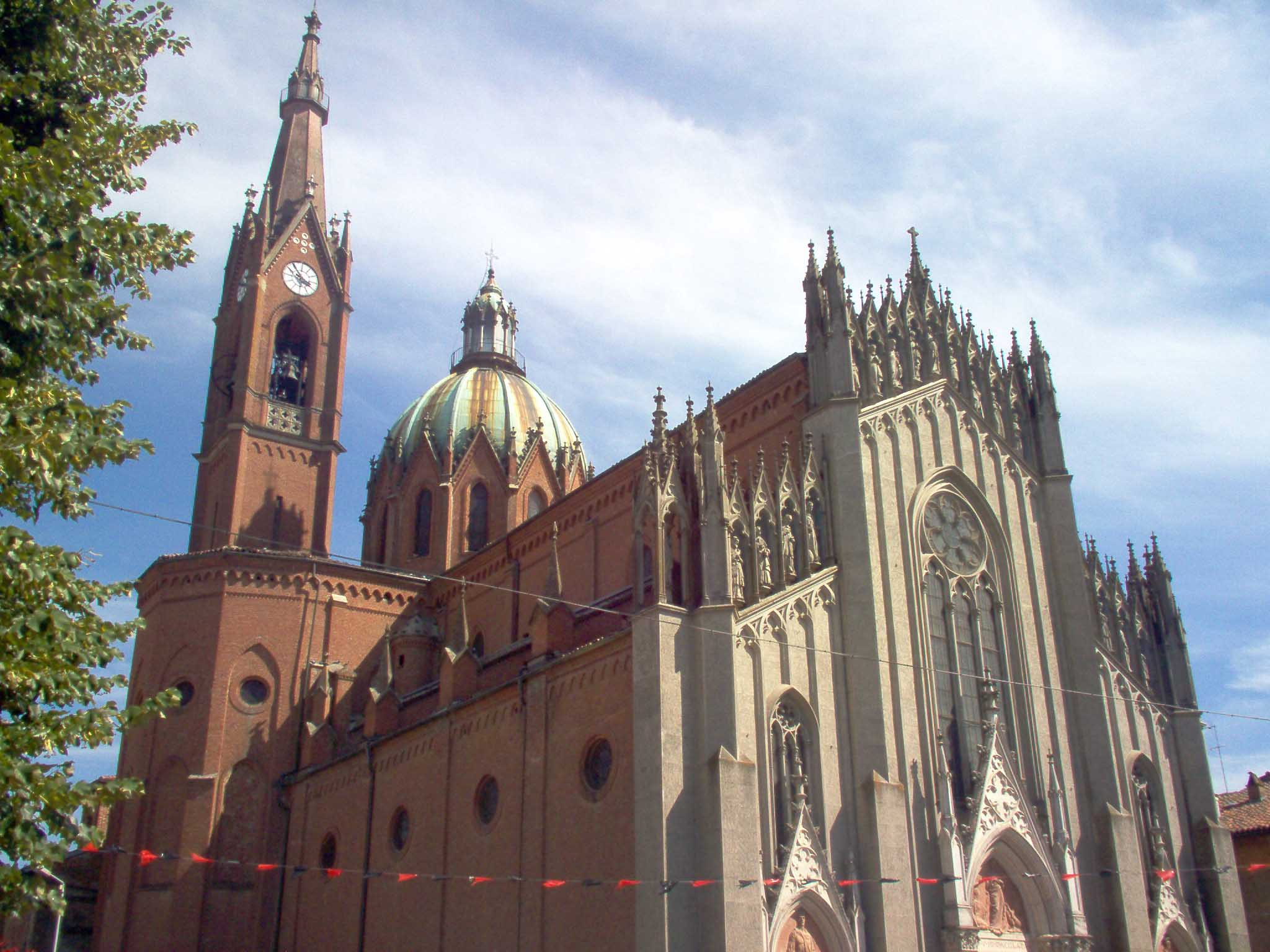
La chiesa parrocchiale

La chiesa parrocchiale, dedicata alla Beata Vergine Immacolata è opera dell'ingegnere bolognese Giuseppe Gualandi. Realizzata a partire dal 1900, la costruzione viene considerata una delle opere migliori del Gualandi in quanto più consona alle tradizioni italiane e meno influenzata da un'idea di grandezza che, in altre opere, porterà l'ingegnere a sviluppare architetture dalle proporzioni eccessive. La semplice linearità dell'interno nonché la giusta proporzione tra i vari elementi esterni (facciata, cupola) la connotano come una delle migliori "fabbriche" del neogotico minore in Italia.

### Le altre chiese
- Oratorio dell'Assunta
- Chiesa dell'Annunziata
- Chiesa di San Giacomo
- Monastero di Santo Stefano o Santa Maria di Banno[7], documentato in una bolla di papa Innocenzo III, datata 16 giugno 1135, in cui Santo Stefano di Sezzè viene annoverato fra i possessi dell'abbazia di Santo Stefano di Genova. Nel 1235 il monastero è donato alle monache cistercensi di Santa Maria di Banno di Tagliolo, e nel 1244 alla presa di possesso Santo Stefano di Sezzè cambia nome in Santa Maria di Banno di Sezzè. Chiuso alla fine del XVIII secolo, oggi l'edificio è di proprietà comunale che ha provveduto al restauro ed al recupero.

## Società

### Evoluzione demografica
Negli ultimi cinquant'anni, a partire dal 1971, la popolazione residente è diminuita del 29 %.
Abitanti censiti

## Amministrazione

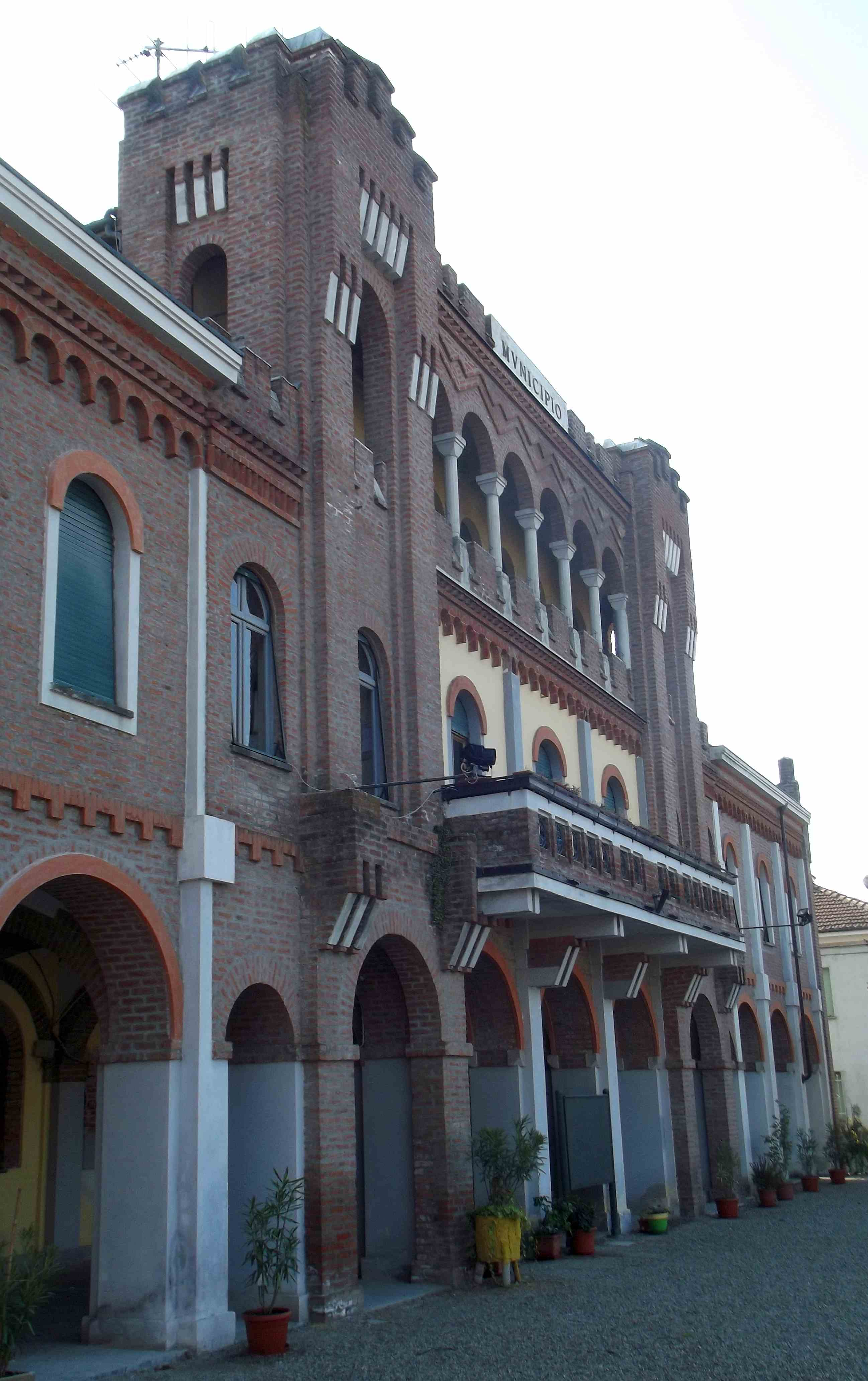
Il municipio

Di seguito è presentata una tabella relativa alle amministrazioni che si sono succedute in questo comune.
| Periodo        | Periodo        | Primo cittadino         | Partito                                 | Carica                  | Note         |
| -------------- | -------------- | ----------------------- | --------------------------------------- | ----------------------- | ------------ |
| 1º giugno 1985 | 28 maggio 1990 | Giuseppe Domenico Ricci | Partito Socialista Democratico Italiano | Sindaco                 | [ 9 ]        |
| 28 maggio 1990 | 24 aprile 1995 | Giuseppe Domenico Ricci | Partito Socialista Democratico Italiano | Sindaco                 | [ 9 ]        |
| 24 aprile 1995 | 14 giugno 1999 | Giuseppe Domenico Ricci | centro-sinistra                         | Sindaco                 | [ 9 ]        |
| 14 giugno 1999 | 14 giugno 2004 | Giuseppe Domenico Ricci | lista civica                            | Sindaco                 | [ 9 ]        |
| 14 giugno 2004 | 8 giugno 2009  | Giovanni Battista Sardi | lista civica Unione democratica         | Sindaco                 | [ 9 ]        |
| 8 giugno 2009  | 22 marzo 2013  | Pier Luigi Arnera       | lista civica Insieme per Sezzadio       | Sindaco                 | [ 9 ]        |
| 22 marzo 2013  | 26 maggio 2014 | Enrica Montagna         | -                                       | commissario prefettizio | [ 9 ] [ 10 ] |
| 26 maggio 2014 | 27 maggio 2019 | Pier Giorgio Buffa      | lista civica Unione democratica         | Sindaco                 | [ 9 ]        |
| 27 maggio 2019 | 9 giugno 2024  | Enzo Daniele            | lista civica Sezzadio nel cuore         | Sindaco                 | [ 9 ]        |
| 9 giugno 2024  | in carica      | Giancarlo Triggiani     | lista civica Viva Sezzadio              | Sindaco                 | [ 9 ]        |

### Altre informazioni amministrative
Nel 1929 fu aggregato a Sezzadio il territorio del soppresso comune di Castelspina, che sarà ricostituito solo nel 1954. Dal 1859 il comune fu capoluogo mandamentale, appartenente al circondario di Alessandria, fino al 1927, data dell'abolizione degli enti circondariali e mandamentali.